# Nazionale maschile di rugby a 15 della Giordania
La nazionale di rugby XV della Giordania rappresenta la Giordania nel rugby a 15 in ambito internazionale.